# Derbi de Tees & Wear
El derbi de Tees & Wear es el nombre dado a los partidos de fútbol disputados entre el Middlesbrough y el Sunderland, que están separados por dos ríos —Tees y Wear, de ahí la denominación— y 38 km, en el noreste de Inglaterra. En términos generales, los aficionados del Sunderland con sede en la ciudad homónima y más al norte hacia Tyneside concentran la mayor parte de su atención en el Newcastle, por lo que el Middlesbrough no es considerado como un rival importante en estas áreas principalmente debido a la mayor distancia de Teesside y la falta de interacción regular con estos. Sin embargo, la rivalidad es mucho más intensa y balanceada en el sur del condado de Durham, donde los aficionados de ambos clubes viven y trabajan juntos e interactúan regularmente.

## Historia
La rivalidad se intensificó un poco durante la década de los 90, cuando los dos equipos pasaron gran parte de su tiempo en la cima de la primera división, lo que resultó en enfrentamientos entre conjuntos de aficionados rivales. La violencia relacionada con el fútbol entre los dos grupos de aficionados se ha reducido desde que el Middlesbrough y el Sunderland dejaran Ayresome Park y Roker Park respectivamente, debido en parte a que la vigilancia de los partidos en los nuevos estadios es más sencilla. Sin embargo, todavía se requiere una mayor presencia policial cuando los equipos se enfrentan, ya que el partido puede seguir provocando aún incidentes violentos. El Sunderland reduce regularmente las asignaciones de entradas visitantes al Middlesbrough debido a preocupaciones de seguridad y mal comportamiento anterior.
Aunque el Sunderland ganó varios trofeos a principios del siglo XX, es el Middlesbrough el que ha tenido más éxito en los últimos tiempos, alcanzando cinco finales de copa importantes entre 1997 y 2006, incluida la final de la Copa de la UEFA de 2006 y levantando la Copa de la Liga de 2004.

## Estadísticas

### Balance de enfrentamientos
En esta tabla se resumen todos los encuentros disputados entre ambos equipos en todas las competiciones oficiales.
| Campeonato de Liga                                                      | 134 | 56 | 33 | 45 | 195 | 171 |
| FA Cup                                                                  | 9   | 4  | 3  | 2  | 15  | 13  |
| Copa de la Liga                                                         | 6   | 1  | 1  | 4  | 3   | 8   |
| Total                                                                   | 149 | 61 | 37 | 51 | 213 | 192 |
| Datos actualizados al último partido jugado el 5 de septiembre de 2022. |     |    |    |    |     |     |

Notas:
- Último partido sin goles: 9 de abril de 2001 (jornada 32 de la Premier League 2000-01).

## Palmarés
Se expone una tabla comparativa del palmarés total de competiciones oficiales nacionales ganadas por ambos clubes.
| Sunderland | 6 | 5 | 2 | - | 1 | 14 |
| Middlesbrough | - | 4 | - | 1 | - | 5  |
| Datos actualizados a la consecución de un último título por parte de alguno de los implicados el 6 de mayo de 2007. |   |   |   |   |   |    |